# Лаба, Жан Батист
Жан Бати́ст Лаба́ (фр. Jean-Baptiste Labat; 1663, Париж — 1738, там же) — миссионер и путешественник, монах-доминиканец.
Его главные сочинения: „Nouveau voyage aux iles de l’Amérique“ (Париж, 1722); „Voyage en Espagne et Italien“ (Париж, 1730); „Nouvelle relation de l’Afrique occidentale“ (Париж, 1728); „Relation historique de l’Ethiopie occidentale“ (Париж, 1732).